# Petar Krivokuća
Petar Krivokuća (srbskou cyrilicí Петар Кривокућа; * 12. června 1947 Ivanjica) je bývalý jugoslávský fotbalista srbské národnosti, pravý obránce. 

## Fotbalová kariéra
V jugoslávské lize začínal v týmu FK Crvena zvezda, se kterou získal tři mistrovské tituly a dvakrát vyhrál jugoslávský fotbalový pohár. Dále hrál v Řecku za Iraklis Soluň a ve Francii za FC Rouen. Po návratu do vlasti hrál v nižší soutěži za FK Obilić. V jugoslávské lize nastoupil ve 142 ligových utkáních a dal 11 gólů, v řecké lize nastoupil ve 13 utkáních a ve francouzské Ligue 1 nastoupil ve 27 utkáních a dal 1 gól. V Poháru mistrů evropských zemí nastoupil v 11 utkáních, v Poháru vítězů pohárů nastoupil v 8 utkáních a dal 2 góly a v Poháru UEFA nastoupil v 8 utkáních. Za reprezentaci Jugoslávie nastoupil v letech 1972-1974 ve 13 utkáních.

## Ligová bilance
| Ročník                          | Zápasy | Góly | Klub                   |
| ------------------------------- | ------ | ---- | ---------------------- |
| 2. jugoslávská liga 1967/1968   | -      | -    | FK Sloboda Užice       |
| Jugoslávská Prva liga 1968/1969 | 21     | 2    | Crvena zvezda Bělehrad |
| Jugoslávská Prva liga 1969/1970 | 21     | 2    | Crvena zvezda Bělehrad |
| Jugoslávská Prva liga 1970/1971 | 29     | 0    | Crvena zvezda Bělehrad |
| Jugoslávská Prva liga 1971/1972 | 33     | 4    | Crvena zvezda Bělehrad |
| Jugoslávská Prva liga 1972/1973 | 26     | 3    | Crvena zvezda Bělehrad |
| Jugoslávská Prva liga 1973/1974 | 6      | 0    | Crvena zvezda Bělehrad |
| Jugoslávská Prva liga 1974/1975 | 0      | 0    | Crvena zvezda Bělehrad |
| Jugoslávská Prva liga 1975/1976 | 6      | 0    | Crvena zvezda Bělehrad |
| Řecká Superliga 1976/1977       | 13     | 0    | Iraklis Soluň          |
| Ligue 1 1977/1978               | 27     | 1    | FC Rouen               |
| CELKEM 1. jugoslávská liga      | 170    | 57   |                        |
| CELKEM Řecká Superliga          | 13     | 0    |                        |
| CELKEM Ligue 1                  | 27     | 1    |                        |